# Concattedrale dei Santi Pietro e Paolo (Osijek)
La concattedrale dei Santi Pietro e Paolo (in croato: Konkatedrala sv. Petra i Pavla) si trova a Osijek, in Croazia, ed è la concattedrale dell'arcidiocesi di Đakovo-Osijek.

## Storia
La chiesa è stata commissionata dal vescovo Josip Juraj Strossmayer nel 1866 per sostituire un precedente edificio ritenuto troppo piccolo. Tuttavia solo nel 1892 ebbe luogo la gara per il progetto, vinta dall'architetto tedesco Franz Langenberg. Nel 1894 la vecchia chiesa fu demolita e cominciò la costruzione della concattedrale, un edificio in stile neogotico a tre navate con una torre alta 94 metri. Nel 1898 è stato completato l'esterno mentre sono continuati i lavori per le decorazioni dell'interno. Due anni dopo la chiesa è stata completata e il 20 maggio del 1900 è stata dedicata da Josip Juraj Strossmayer.
Il 18 giugno 2008, con l'erezione dell'arcidiocesi di Đakovo-Osijek, la chiesa è stata elevata a concattedrale in virtù della bolla Ad totius dominici di papa Benedetto XVI.